# Pauline Mvele
Pauline Mvele (1969) es una actriz, directora y guionista de Burkina Faso. Es conocida por producir documentales y actualmente reside en Gabón. Sus documentales se centran en temas como el VIH / SIDA en África y el maltrato a viudas y presos en Gabón. En 2014, su película "Sans famille" ganó el premio a la mejor película en el Festival de Cine de Burundi. 

## Biografía
Mvele nació en Costa de Marfil en 1969 y se crio en Burkina Faso. Estudió en la Universidad Joseph Ki-Zerbo en Uagadugú, donde conoció a su esposo, y en 1999 se graduó con una maestría en periodismo. Después de graduarse, se mudó a Gabón con su esposo. Mientras estaba en Gabón, tuvo dificultades para encontrar trabajo y tuvo que aceptar empleos ocasionales antes de encontrar un trabajo en periodismo escribiendo para la revista femenina Amina. Se involucró en organizaciones de prevención del VIH / SIDA. Se inspiró para comenzar su activismo y la realización de películas después de escribir un artículo sobre las dificultades que enfrentan las pacientes seropositivas en Gabón y ver la respuesta positiva que recibió el artículo.
En 2009, dirigió Accroche-toi!, su primer documental. Accroche-toi! exploró las vidas de cinco mujeres que viven con el VIH en Gabón, con el objetivo de reducir el estigma contra las personas VIH positivas y alentarlas a no renunciar a la vida. Produjo la película en colaboración con el director gabonés Imunga Ivanga, y fue producida y financiada por el Instituto Gabonés de Imagen y Sonido.
En 2011 dirigió Non coupables (¡No culpable! ), un documental que denuncia el abuso de las viudas gabonesas por parte de las familias de sus maridos fallecidos, especialmente la práctica de robar a las viudas sus posesiones. En 2014, dirigió el documental Sans familie (Sin familia ), que detalla el maltrato y malas condiciones de vida de los presos en el centro de detención de Libreville.
En 2017, mientras estaba trabajando en un nuevo documental titulado "Le Nganga blanc", que sigue la vida de Hugues Obiang Poitevin, un francés que ha vivido en Gabón durante cuarenta años y se sumergió en la cultura gabonesa, en particular Bwiti. El lanzamiento del documental ganó el primer premio al Mejor Concepto del Festival Panafricano de Cine y Televisión de Uagadugú.
Mvele coorganizó el Tercer Festival Internacional de Cine de Mujeres Urusaro en marzo de 2018. En octubre de 2019, fue miembro del jurado de África Oriental la siguiente versión del mismo festival de cine. En noviembre de 2019, se anunció que presentaría un nuevo proyecto cinematográfico en el primer Yaundé Film Lab en Camerún de noviembre a diciembre de 2019.

## Activismo y otros
Su trabajo se centra en los problemas sociales que enfrenta Gabón, como la crisis del sida, el mal trato de los presos y el abuso de las mujeres viudas por parte de sus suegros. Los temas de prejuicio y ostracismo son fundamentales para muchas de sus obras, y con frecuencia aboga por una mayor comprensión y mejor tratamiento de los grupos marginados. Es fundadora y presidenta de la asociación gabonesa contra el VIH / SIDA Hope for Children, que crea conciencia y busca prevenir la transmisión del SIDA. La asociación promueve la abstinencia, fidelidad y uso de condón un como modelo de educación sexual.

## Filmografía
| Año  | Título               | Actriz | Directora |
| ---- | -------------------- | ------ | --------- |
| 2015 | Télésourd            | Sí     | No        |
| 2014 | Vivre avec le cáncer | No     | Sí        |
| 2014 | ' Sans famille'      | No     | Sí        |
| 2014 | ' El mejor'          | No     | Sí        |
| 2009 | ¡ Accroche-toi!      | No     | Sí        |
| 2011 | ' No acoplables'     | No     | Sí        |
| 1989 | Le Choix de Chantal  | Sí     | No        |

## Premios
| Año  | Trabajo      | Premio            | Asociación                  | Resultado |
| ---- | ------------ | ----------------- | --------------------------- | --------- |
| 2014 | Sans familie | La mejor película | Festival de Cine de Burundi | Ganadora  |